# Luchsingen
Luchsingen és un municipi del cantó de Glarus (Suïssa).

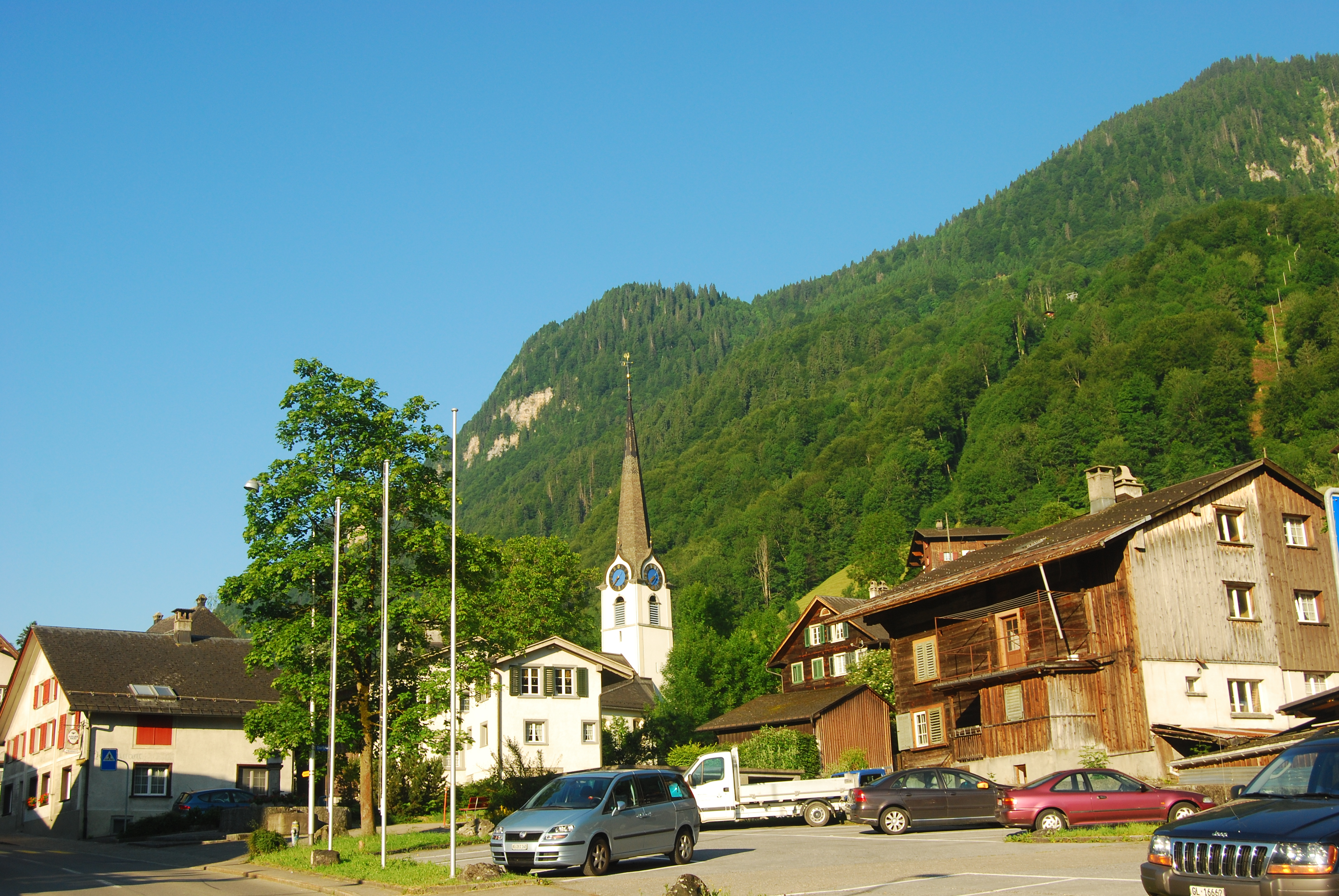
Luchsingen